# Лимичёвка (остановочный пункт)
Лимичёвка — железнодорожная станция Владивостокского отделения Дальневосточной железной дороги. Расположена в Уссурийском городском округе Приморского края. Электрифицирована.
Населённый пункт при станции — Лимичёвка, входит в Воздвиженскую территорию.

## География
Станция Лимичёвка расположена на участке Сибирцево — Уссурийск.
Расстояние до станции Уссурийск (на юг) около 4 км.
Автомобильная дорога к станции Лимичёвка идёт на восток от пос. Тимирязевский, расстояние около 2 км.
В окрестностях станции Лимичёвка расположены дачные участки уссурийцев.